# Rafael Osuna
Rafael Herrera Osuna est né le 15 septembre 1938 dans la ville de Mexico, Mexique et mort le 4 juin 1969 près de Monterrey au Mexique dans un accident d'avion (le vol 704 Mexicana). Il est un joueur de tennis universitaire à ses débuts à la fin des années 1950 et un joueur international dans les années 1960 avec une victoire dans le tournoi du Grand Chelem à Forest Hills et une finale en Coupe Davis lors de l'année 1963. Il est aussi un directeur commercial d'entreprise au Mexique à la fin des années 1960 à côté de ses activités du tennis.

## Carrière
À ses débuts, Rafael Osuna est un joueur universitaire qui se fait remarquer par sa grande classe de jeu doté d'un revers à une main. Il réalise l'un de ses premiers résultats en compétition dans le tournoi amateur de Mexico Pan American en octobre 1957. Il y atteint les huitièmes de finale, perdant contre Mike Davies dans un match serré au deuxième set, sur le score de 6-3, 14-12. Il remporte l'un de ses premiers titres sur le circuit à Saint-Moritz Palace Hotel le 26 août 1958, battant en finale son compatriote et le futur entraîneur de John McEnroe dans les années 1980, Tony Palafox, sur le score de 6-4, 9-7.
En 1963, il remporte le plus grand titre de sa carrière, le tournoi du Grand Chelem de Forest Hills à New York sur gazon, en remportant la finale face à Frank Froehling jr. sur le score de 7-5, 6-4, 6-2. En fin d'année, il est proclamé par la FILT (Fédération Internationale du Lawn tennis) joueur numéro 1 mondial de l'année 1963.
Dix jours avant sa mort dans un accident d'avion, ses dernières victoires se déroulent dans le cadre de la Coupe Davis dans la finale de zone N&C America contre l'Australie. Il remporte ses deux matchs en simple messieurs, contre Ray Ruffels 9-7, 3-6, 7-5, 6-3 et contre Bill Bowrey (5e match, décisif), vainqueur du tournoi du Grand Chelem en Australie à Melbourne 1968, sur le score de 6-2, 3-6, 8-6, 6-3. Il remporte le double aussi au côté de Vicente Zarazua battant la paire Phil Dent et John Alexander en trois longs sets accrochés (18-16, 12-10, 6-4) avec un total de 66 jeux disputés. Une victoire éclatante pour le Mexique et rare pour un joueur après plusieurs mois d'inactivité loin du tennis et de son circuit. À cette époque, l'Australie avait gagné la Coupe Davis 17 fois et cet échec a été considéré comme un revers important.
Il est membre du International Tennis Hall of Fame depuis 1979.

## Palmarès
Le champion mexicain a remporté un titre du Grand Chelem en simple au Forest Hills U.S. National en 1963. Il fut demi-finaliste en 1961, en 1962, en 1964 et en 1965.
De plus, en double, il a gagné le tournoi de Wimbledon 1960 (avec Dennis Ralston) et 1963 (avec Tony Palafox), ainsi que Forest Hills U.S. National 1962 (avec Tony Palafox).
Il fut également Finaliste de l'US Open en double en 1961 et 1963 (avec Antonio Palafox)